# 空
 (octobre 2020).
Si vous disposez d'ouvrages ou d'articles de référence ou si vous connaissez des sites web de qualité traitant du thème abordé ici, merci de compléter l'article en donnant les références utiles à sa vérifiabilité et en les liant à la section « Notes et références ».
空 (ciel, vide) est un kanji composé de 8 traits et fondé sur 穴. Il fait partie des kyōiku kanji et est étudié en 1re année.
Il se lit くう (kū) en lecture on et から (kara), そら (sora) ou あく (aku) en lecture kun.

## Significations
Le kanji 空 signifie « ciel » au sens physique contrairement au kanji 天 (Ciel « figuré »).

## Exemple
- Avec la lecture on : 空気 (クウキ), air
- Avec la lecture kun : 大空 (おおぞら), ciel, firmament
- Lecture kun : 空手 (からて) : karaté (litt. « mains nues »)
- 空白 (kuuhaku) : vide, manque
- 空く (aku) : カウンター空いているから座って、座って。 (« Kauntaa aiteiru kara suwatte, suwatte ») : « Asseyez-vous, asseyez-vous, le comptoir est libre.  »